# 米川村 (山口県都濃郡)
米川村（よねかわそん）は、山口県都濃郡にあった村。現在の下松市の北西端にあたる。

## 地理
- 河川 ： 末武川

## 歴史
- 1889年（明治22年）4月1日 - 町村制の施行により、下谷村・瀬戸村・温見村・大藤谷村の区域をもって発足。
- 1954年（昭和29年）11月1日 - 下松市に編入。同日米川村廃止。